# Phorcus sauciatus
Phorcus sauciatus is een slakkensoort uit de familie van de Trochidae. De wetenschappelijke naam van de soort is voor het eerst geldig gepubliceerd in 1845 door Koch.